# Kraftwerk Beuron
Das Kraftwerk Beuron in Beuron im baden-württembergischen Landkreis Sigmaringen in Deutschland gehört der Erzabtei Beuron.

## Altanlage
Bereits seit 1921 gibt es zur Stromerzeugung ein klostereigenes Wasserkraftwerk an der Donau im Weiler St. Maurus zwischen Beuron und dem Talhof bei Langenbrunn. Die Jahresproduktion des zwischen 1920 und 1921 entstandenen Kraftwerks deckte damals nicht nur den Energiebedarf des Klosters, sondern die Energiemenge für ganz Beuron. Die heute noch funktionierende Turbinentechnik bestand aus einer Voith- und einer Ruch-Turbine aus dem Jahr 1920. Beide Anlagen brachten bei normalem Wasserstand eine Leistung von 40 bis 50 Kilowatt. Die Anlage erhielt in den Jahren 1936 und 1937 ein Kegelradgetriebe. 1991 wurden ein elektro-hydraulischer Regler, zwei neue Generatoren und ein neuer Schaltschrank in Betrieb genommen. Dies erbrachte eine maximale Leistung von 110 Kilowatt.

## Neubau
Die alte Wehranlage war im Laufe der Jahrzehnte marode geworden und die jährlich produzierte Energiemenge von durchschnittlich 400.000 bis 500.000 Kilowattstunden reichte zuletzt nicht einmal mehr zur vollständigen Stromversorgung des Klosters. Extremes Hoch- oder Niedrigwasser führten in der Vergangenheit zur Abschaltung des Kraftwerks. Dies machte einen Neubau für einen wirtschaftlichen Betrieb dringend notwendig. Die Bauarbeiten unter Pater Tutilo, Prior des Klosters, hatten im September 2007 mit dem Abbruch der alten Anlage begonnen. Mit 2,6 Millionen Euro war dies die größte Einzelbaustelle, die das Kloster je geleistet hat. Die Jahresproduktion soll nach dem Ausbau auf 800.000 Kilowattstunden erhöht werden. Die Wasserkraftanlage produziert eine Strommenge, mit der jährlich 680 Menschen versorgt werden können. Der gesamte Strombedarf des Klosters ist somit gedeckt. Durch das Projekt soll langfristig die wirtschaftliche Existenz der Mönchsgemeinschaft gesichert werden. Die Gemeinschaft erhält einerseits Geld aus der Einspeisung ihres Wasserkraftstroms in das Netz der EnBW, andererseits bekommen die Benediktiner besondere Bezugsbedingungen.
Für den Neubau des 55 Meter breiten Wehrkörpers des Wasserkraftwerks konnten die neuen Wehrmauern, in die Ende Juni 2008 die neuen Wehrklappen eingesetzt wurden, auf die noch gut erhalten Fundamente aufsetzen. Die beiden jeweils 20 Tonnen schwere Klappen waren fertig montiert jeweils 27 Meter lang und 2,20 Meter hoch. Die beiden Stauklappen werden mit einer hydraulischen Anlage bewegt, die über eine Hubkraft von 200 Tonnen verfügt. Das alte Maschinenhaus musste dem neuen dreigeschossigen Turbinenhaus weichen. Eine einzige 18 Tonnen schwere Turbine wird eine Höchstleistung von 270 Kilowatt haben. Während früher die Höchstleistung nur zu bestimmten Zeiten erreicht werden konnte, wird das neue St. Maurus-Kraftwerk, von Ausnahmezeiten abgesehen, immer die Höchstleistung fahren. Möglich wurde dies durch die neue Technik des Wehrs. In Zukunft kann die Wassersperranlage flexibel dem jeweiligen Wasserstand der Donau angepasst werden.
Schwierigkeiten standen dem Projekt vor allem aus Umweltgründen gegenüber. Der Standort des Kraftwerks in einem heute abgelegenen Teil des Donautals mitten in einem mehrfach geschützten Naturbereich (Natura 2000) hat einen Planungsvorlauf verursacht, der sich weit über zehn Jahre hinzog. Wegen der Erhöhung der Wehrmauer und dem damit verbundenen längeren Rückstau des Donauwassers wurden Bedenken geäußert, dass die Lebensräume einer geschützten Fischart in den Stromschnellen beim Sonnenhaus gefährdet würden.
Aus ökologischen Gesichtspunkten wurde bei der Planung des Kraftwerks auf eine optimale Wirtschaftlichkeit verzichtet. Zudem wurde eine Fischtreppe geschaffen, über die Fische flussaufwärts und über eine Fallstelle flussabwärts wandern können. Im Landkreis Sigmaringen ist es die erste. Bei niedrigem Wasserstand wird erst die Fischtreppe mit Wasser versorgt und dann die Turbine. Für die Fledermäuse, die sich im alten Wasserkraftwerk angesiedelt hatten, wurde ein künstliches Quartier angebracht. Zum Bau war es nötig, die Donau umzuleiten. 3.000 Kubikmeter Beton wurden gegossen. Der Bau musste zum Teil wegen Hochwassers stillgelegt werden. Nach 18 Monaten Bauzeit wurde das neue Wasserkraftwerk im Jahr 2009 fertiggestellt. Bei der Betriebsaufnahme wurde das Kraftwerk gesegnet und die Turbine in Betrieb genommen.